# Antocha (Antocha) ramulifera
Antocha (Antocha) ramulifera is een tweevleugelige uit de familie steltmuggen (Limoniidae). De soort komt voor in het Palearctisch gebied.